# Alysia lucia
Alysia lucia är en stekelart som beskrevs av Alexander Henry Haliday 1838. Alysia lucia ingår i släktet Alysia och familjen bracksteklar. Inga underarter finns listade i Catalogue of Life.